# Bagnet wz. 24
Bagnet karabinowy wz. 24 – bagnet polskiej konstrukcji przeznaczony dla karabinu Mauser wz.98. Zaprojektowany z myślą o zastąpieniu poprzednika – bagnetu wzór 1922. Produkcję rozpoczęto po wydaniu oficjalnej decyzji przez Radę Ambasadorów o przekazaniu Polsce fabryki Danziger Gewehrfabrik wraz z dokumentacją dotyczącą karabinu wz. 98. Fabryka przekazana Polsce nie produkowała bagnetów – ich fabrykowaniem zajęła się Zbrojownia Nr 4 w Krakowie. W roku 1933, zgodnie z Dziennikiem Rozkazów Nr 7/33 pkt. 101 wprowadzono nowe nazewnictwo bagnetu, które od tej pory określano jako wz.27. Zmiana dotyczyła także dwóch innych polskich bagnetów bez pierścienia jelca – wz. 22 oraz wz. 25. Model był powszechnie używany przez Wojsko Polskie do roku 1939.
Produkcją bagnetów wzór 1924 podjęła Fabryka Towarzystwa Motorów SA „Perkun” w Warszawie. Podobnie jak poprzednik, wz. 24 opierał się na konstrukcji niemieckiego bagnetu S 84/98. W polskim odpowiedniku niemieckiego bagnetu postanowiono jednak zastosować zgrabniejszą głownię oraz rękojeść, co pozwoliło na wykorzystanie posiadanych przez Polskę zapasów austriackich pochew bagnetu wzór 1895, przeznaczonych dla karabinów Mannlicher wzór 1895.

## Budowa
Bagnet wz. 1924 w porównaniu do wz. 1922 był nieco bardziej masywny oraz posiadał także szerszą głownię. Bagnet produkowany był w dwóch zasadniczych wersjach – jedna posiadała osłonę przeciwogniową, druga zaś była jej pozbawiona. Dodatkowo, część z produkowanych bagnetów była fabrycznie oksydowana, co bezpośrednio wpływało na odporność na korozję bagnetów. 
Wzór 1924 był bagnetem o głowni jednosiecznej z dwustronnym wklęsłym zbroczem. Zastosowano w nim szlif dwustronny wypukły. Pióro symetrycznie jednosieczne. W wersji z osłoną przeciwogniową, zachodziła ona na tył głowicy. Okładki rękojeści wykonane z drewna, przytwierdzane do trzonu dwiema śrubami z nakrętkami. Zatrzask w głowicy, ze sprężyną spiralną. Bagnet mocowany na karabinie w prowadnicy rękojeści, a lufę podpierano o wklęsły frez jelca.

### Oznakowanie
Na progu przedniego płazu głowni wytłaczana była nazwa wytwórni Perkun, pod nią znajdował się numer seryjny (który także umieszczano na jelcu), a także odpowiedni stempel kontroli technicznej oraz stempel odbioru wojskowego, które z kolei zazwyczaj znajdowały się po bokach nazwy wytwórni oraz numeru seryjnego. Na progu tylnego płazu głowni litery W.P. oraz orzeł w koronie umieszczony ponad nimi. Na głowicy wybity orzeł wpisany w okrąg. Pod okładziną, na trzonie rękojeści umieszczano stempel techniczny.
Każda z pochw także opatrzona była odpowiednimi sygnaturami – stemplem odbioru technicznego oraz własnym numerem seryjnym.